# Albéric Schotte
Albéric Schotte, más conocido como Briek Schotte y apodado IJzeren Briek, (Kanegem, 7 de septiembre de 1919-Kortrijk, 4 de abril de 2004) fue un ciclista belga que fue profesional desde  1940 a 1959 y que consiguió ganar dos veces el Campeonato Mundial de Ciclismo en Ruta en 1948 y 1950. 
Al término de su carrera como ciclista, se convirtió en director deportivo y dirigió junto a Jean de Gribaldy varios equipos : Flandria, Sem-France Loire y Skil.
En todas las ediciones después del año de su muerte, el Tour de Flandes le ha rendido homenaje emitiendo un mensaje en una pantalla gigante en el momento del paso de los ciclistas por Kwaremont y un minuto de silencio en el podio.

## Palmarés
| 1939 - Tour de l'Ouest 1941 - Campeonato de Flandes 1942 - Tour de Flandes 1945 - Nokere Koerse 1946 - París-Bruselas - París-Tours - Tour de Luxemburgo, más 2 etapas - 2º en el Campeonato de Bélgica en Ruta 1947 - París-Tours - 1 etapa del Tour de Francia 1948 - Campeonato Mundial en Ruta - Tour de Flandes - 2.º en el Tour de Francia - 2º en el Campeonato de Bélgica en Ruta - 1º en el guardón Challenge Desgrange-Colombo | 1950 - Campeón Mundial de ciclismo en ruta - Gante-Wevelgem - 2º en el Campeonato de Bélgica en Ruta 1952 - París-Bruselas 1953 - A través de Flandes 1954 - Campeonato de Flandes 1955 - Gante-Wevelgem - A través de Flandes, más 1 etapa - Scheldeprijs Vlaanderen |

## Resultados

### Grandes Vueltas
| Carrera | Carrera         | 1939 | 1940 | 1941 | 1942 | 1943 | 1944 | 1945 | 1946 | 1947 | 1948 | 1949 | 1950 | 1951 | 1952 | 1953 | 1954 | 1955 | 1956 | 1957 | 1958 | 1959 |
| ------- | --------------- | ---- | ---- | ---- | ---- | ---- | ---- | ---- | ---- | ---- | ---- | ---- | ---- | ---- | ---- | ---- | ---- | ---- | ---- | ---- | ---- | ---- |
|         | Giro de Italia  | —    | —    | X    | X    | X    | X    | X    | —    | —    | —    | —    | —    | Ab.  | —    | —    | —    | —    | —    | —    | —    | —    |
|         | Tour de Francia | —    | X    | X    | X    | X    | X    | X    | X    | 13.º | 2.º  | 33.º | 22.º | —    | —    | —    | —    | —    | —    | —    | —    | —    |
|         | Vuelta a España | X    | X    | —    | —    | X    | X    | —    | —    | —    | —    | X    | —    | X    | X    | X    | X    | —    | —    | —    | —    | —    |

### Clásicas, Campeonatos y JJ. OO.
| Carrera                | Carrera                | 1939 | 1940 | 1941 | 1942 | 1943 | 1944 | 1945 | 1946 | 1947 | 1948 | 1949 | 1950 | 1951 | 1952 | 1953 | 1954 | 1955 | 1956 | 1957 | 1958 | 1959 |
| ---------------------- | ---------------------- | ---- | ---- | ---- | ---- | ---- | ---- | ---- | ---- | ---- | ---- | ---- | ---- | ---- | ---- | ---- | ---- | ---- | ---- | ---- | ---- | ---- |
| Omloop Het Nieuwsblad  | Omloop Het Nieuwsblad  | X    | X    | X    | X    | X    | X    | 23.º | 24.º | 10.º | —    | 23.º | 3.º  | 43.º | 33.º | 15.º | —    | —    | 2.º  | 22.º | —    | 50.º |
| Kuurne-Bruselas-Kuurne | Kuurne-Bruselas-Kuurne | X    | X    | X    | X    | X    | X    | —    | —    | —    | —    | —    | —    | —    | —    | —    | —    | —    | 3.º  | —    | —    | —    |
|                        | Milan San Remo         | —    | —    | —    | —    | —    | X    | X    | —    | —    | —    | 83.º | —    | 27.º | —    | —    | 13.º | 17.º | 21.º | 17.º | 10.º | 35.º |
| A Través de Flandes    | A Través de Flandes    | X    | X    | X    | X    | X    | X    | 2.º  | 3.º  | —    | 9.º  | 9.º  | —    | —    | —    | 1.º  | 2.º  | 1.º  | —    | —    | —    | 3.º  |
| E3 Harelbeke           | E3 Harelbeke           | X    | X    | X    | X    | X    | X    | X    | X    | X    | X    | X    | X    | X    | X    | X    | X    | X    | X    | X    | 3.º  | —    |
| Gante-Wevelgem         | Gante-Wevelgem         | —    | X    | X    | X    | X    | X    | Ab.  | —    | 11.º | 11.º | 8.º  | 1.º  | —    | 14.º | 27.º | 13.º | 1.º  | —    | 20.º | —    | 51.º |
|                        | Tour de Flandes        | —    | 3.º  | Ab.  | 1.º  | 18.º | 2.º  | 21.º | 3.º  | Ab.  | 1.º  | 3.º  | 2.º  | Ab.  | 3.º  | 15.º | 21.º | 24.º | 8.º  | 21.º | 6.º  | Ab.  |
| Scheldeprijs           | Scheldeprijs           | —    | X    | —    | —    | —    | X    | X    | —    | —    | —    | —    | —    | —    | —    | 6.º  | —    | 1.º  | —    | —    | —    | —    |
|                        | París-Roubaix          | —    | X    | X    | X    | 8.º  | —    | —    | —    | 5.º  | 20.º | 28.º | —    | 12.º | 13.º | 42.º | 31.º | 16.º | 14.º | 20.º | 13.º | 11.º |
| Flecha Valona          | Flecha Valona          | —    | X    | —    | —    | —    | 2.º  | 4.º  | 13.º | —    | 2.º  | —    | —    | —    | —    | —    | —    | 19.º | —    | —    | —    | 24.º |
|                        | Lieja-Bastoña-Lieja    | —    | X    | X    | X    | 4.º  | X    | —    | —    | 25.º | —    | —    | 4.º  | 20.º | 22.º | 8.º  | —    | 14.º | 17.º | —    | 13.º | 21.º |
| París-Tours            | París-Tours            | —    | X    | —    | —    | —    | —    | —    | 1.º  | 1.º  | 7.º  | —    | —    | —    | 2.º  | —    | 4.º  | —    | —    | —    | —    | —    |
|                        | Giro de Lombardía      | —    | —    | —    | —    | X    | X    | —    | —    | 7.º  | 19.º | —    | —    | —    | —    | —    | —    | —    | —    | —    | —    | —    |
| Mundial en Ruta        | Mundial en Ruta        | X    | X    | X    | X    | X    | X    | X    | 14.º | —    | 1.º  | 4.º  | 1.º  | 20.º | 35.º | 18.º | Ab.  | Ab.  | —    | —    | —    | —    |
| Bélgica en Ruta        | Bélgica en Ruta        | —    | —    | —    | —    | —    | X    | —    | 2.º  | —    | 2.º  | —    | 2.º  | —    | —    | —    | —    | —    | —    | —    | —    | —    |

 —: No participa

Ab.: Abandona

X: Ediciones no celebradas

## Reconocimientos
- En 2002 pasó a formar parte de la Sesión Inaugural del Salón de la Fama de la UCI.[1]